# سوسک‌های زباله‌گرد آبی
سوسک‌های زباله‌گرد آبی (نام علمی: Hydrophilidae) نام یک خانواده از زیرراسته سوسک‌های همه‌چیزخوار است.